# ナイジェル・マッギネス
ナイジェル・マッギネス（Nigel McGuinness）のリングネームで知られるスティーブン・ハース（Steven Haworth、1976年1月23日 - ）は、イギリス出身のプロレス解説者、元プロレスラー。TNAではデズモンド・ウルフ（Desmond Wolfe）のリングネームで活動していた。ナイジェル・マッギネス名義では、アメリカのROHや、日本のプロレスリング・ノアに参戦していたことがある。
金髪のハリネズミのようなスパイキーヘアがトレードマークであったが、デズモンド・ウルフのリングネームに改称するとともに髪型も変えた。

## 経歴
12歳の頃から熱心なプロレスファンで、特にハート・ファウンデーションとブリティッシュ・ブルドッグスのファンであった他、サマースラム1992を観戦した際にはアルティメット・ウォリアーのフェイスペイントをするほどだった。レス大学に通った後、アメリカのケントステート大学に通うため1990年代にアメリカに移住し、1997年に化学の学位を取得して卒業した。
1998年9月、オハイオ州シンシナティにある当時WWE傘下のHWA（Heartland Wrestling Association）という団体の創設者レス・サッチャーの下で、借金をしながらレスリングを学んだ。その後1999年9月にデビューし、その年を中西部で過ごした。しかしインディ団体のギャラで暮らしていくのは難しく、アメリカでプロレスに専念するために必要な金を貯めるため、一旦イギリスに戻り2つの仕事をこなした。そして金が貯まった後にアメリカに戻り、HWAを中心にアメリカのインディ団体に参戦し続けた。

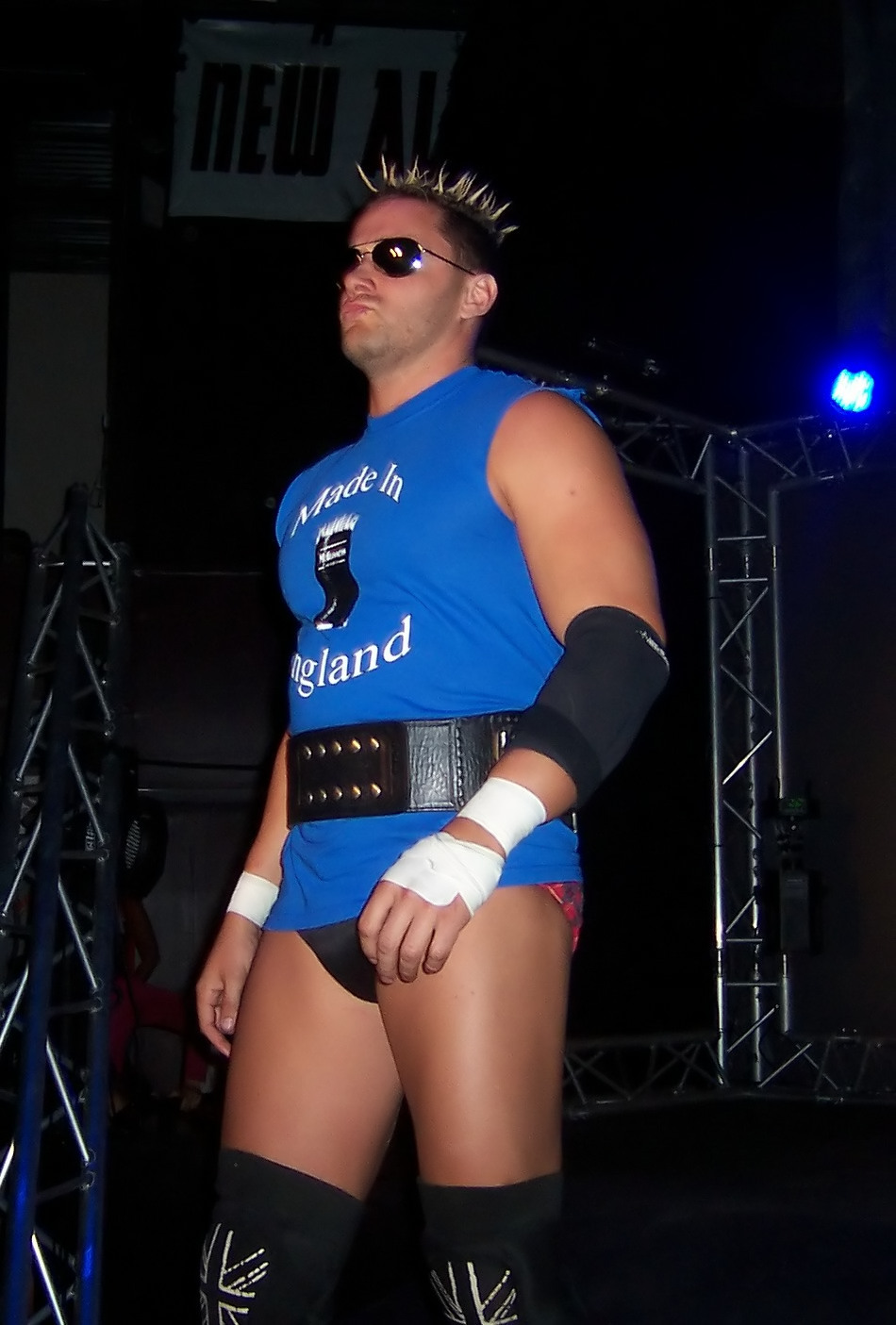
2008年

### ROH・NOAH
2003年8月9日、ROHに初参戦、チェット・ジャブロスキと試合を行った。その後2004年にかけてROHに参戦し続けていたが、なかなか成果を上げることができなかった。
2004年には、プロレスリング・アイアンに参戦。同団体の興行で、NOAH所属のGHCタッグ王座（当時の王者は三沢光晴、小川良成組）にバート・ブラクストンと組んで挑戦した。
その後、再びROHに参戦。2005年3月、コルト・カバナとタッグを組んでROHタッグ王座に初挑戦したが、王者ダン・マフとBJホイットマーの前に敗れてしまう。それをきっかけにマッギネスとカバナは抗争を始め、マッギネスがカバーナを破ってROHピュア王座の挑戦権を得ると、2005年6月12日、王者サモア・ジョーに挑戦したが敗北する。しかし8月27日に再び王座に挑戦し、ROHピュア王座を奪取した。
同年10月14日に行われたノンタイトル戦において、マッギネスがベースとしているヨーロピアンレスリングスタイルに関して知識を持っていたクラウディオ・カスタニョーリにフォールを奪われてしまい、抗争を開始する。この抗争は一連のピュア王座戦へと至り、ベルトを失うのを避けるため悪辣な戦法を多用して防衛し続けるも、2006年3月25日、王者である間に限ってクラウディオの最後の挑戦となる試合で、クラウディオを破って防衛に成功する。
なお、2005年11月には、NOAHに初来日を果たしている。以後、定期的に参戦を続ける。同じイギリス出身のダグ・ウィリアムスとタッグを組むことが多かった。
2006年5月に行われたイギリスのプロレス団体1PW（One Pro Wretring）の"Know Your Enemy"大会では、ダグ・ウィリアムスと組んで当時のGHCタッグ王者の森嶋猛、モハメド・ヨネ組に挑戦。1PWの試合ルールで行われたため、30分1本勝負となり、30分の時間切れ引き分けで、王座獲得に至らなかった。同年後半にはノアにおいて空位となった同タッグ王座の決定トーナメントに、ウィリアムスと組んで参加。1回戦で田上明、SUWA組と対戦するも敗北した。
2006年頃、ROHはCZWとの団体抗争を行っていたがマッギネスは全く関与せず、代わりに防衛戦を乗り切るための新たな作戦として、相手が場外に出た際に（しばしば不公正な手段によって）リングに戻るのを妨害し、カウントアウトによって試合に勝利するという手法を作り出し、ダーティ・チャンプとしての地位を確立する。
また、ROH王者であったブライアン・ダニエルソンの挑戦を受け入れ、4月29日にピュア王座ルールの下で、ROH世界王座及びピュア王座をかけたダブルタイトルマッチを実施する。マッギネスは、またカウントアウトで勝利したが、世界王座の規定によりタイトルは手に入らなかった。しかしこの勝利は7月29日の興行において、通常ルールの下でのROH世界王座戦を要求するのに十分なものだった。ROH世界王座戦ではダニエルソンをかなり追い詰めたものの敗北。さらに8月12日、リバプールにてダニエルソンを相手に再びダブルタイトルマッチを行ったがここでも敗北してしまい、ついにピュア王座から陥落し、両王座が統一されてしまう。なお約2年半に渡って運用されてきたピュア王座の歴史の中で、最も在位期間が長い王者であった。
同年9月にはROHマンハッタン興行にてノアの当時のGHCヘビー級王者・丸藤正道に挑戦、敗北した。
その後、ROH世界王者がダニエルソンからホミサイドへ、そして森嶋猛へと変わると、軽量級の選手が多いROHのレスラーの中で数少ない大型レスラーだったマッギネスに王座奪還の期待が寄せられるようになり何度も挑戦権を得た。何度も敗れた末、2007年10月6日に開催された「Undeniable」においてついにマッギネスは森嶋猛を破りついにROH世界王座を戴冠した。
戴冠後は怪我等に苦しみ短期政権に終わるかと思われた時期もあったが、やがて王者としてのプロレススタイルを確立して、オースチン・エリーズやブライアン・ダニエルソン、タイラー・ブラック、クラウディオ・カスタニョーリ等と好勝負を繰り広げ、かつて歴代最高王者と評されたダニエルソンと肩を並べるほどの大活躍を見せた。ノアの森嶋猛、KENTA、潮﨑豪らとも防衛戦を行い、また日本においてもノアの興行で防衛戦を行っている。
2009年3月2日、タッグマッチで腕を負傷してしまい、手術が必要な重傷であったにもかかわらず、彼は次の日に行われた「The 7th Anniversary Show」でも試合を行った。さらに4月3日に行われた「Supercard of Honor IV」にも無理を押して参戦したが挑戦者のジェリー・リンに敗れ、ついにROH世界王座を失ってしまい、これをきっかけとして長期欠場。

### TNA
2009年9月にROHを離脱し、WWEと契約。しかし、WWEに参加せずに契約を解除し、TNAと契約する。同年10月にデズモンド・ウルフに改称して参戦を果たした。いきなりカート・アングルと抗争するなど高待遇で迎えられたものの、肝炎を煩い長期欠場となり、復帰の目処の立たないまま2011年6月にTNAを解雇された。

### ROH
2011年8月、ROHのTV番組に解説者として復帰。肝炎によりレスラーとしての復帰はほぼ絶望的であり、同年10月に引退を表明した。

### 解説者としてWWEへ
引退後はWWEに解説者として登場。Main Event、205Live、NXTで解説を行っている。

## 得意技
ジョーブレイカー・ラリアット
ロープ・リバウンド式ラリアット。セカンドロープを支点にトップロープを潜ってしまうほど大きく仰け反って勢いをつけ、走りこんでラリアットを放つ。現在の代表的なフィニッシュムーブ。

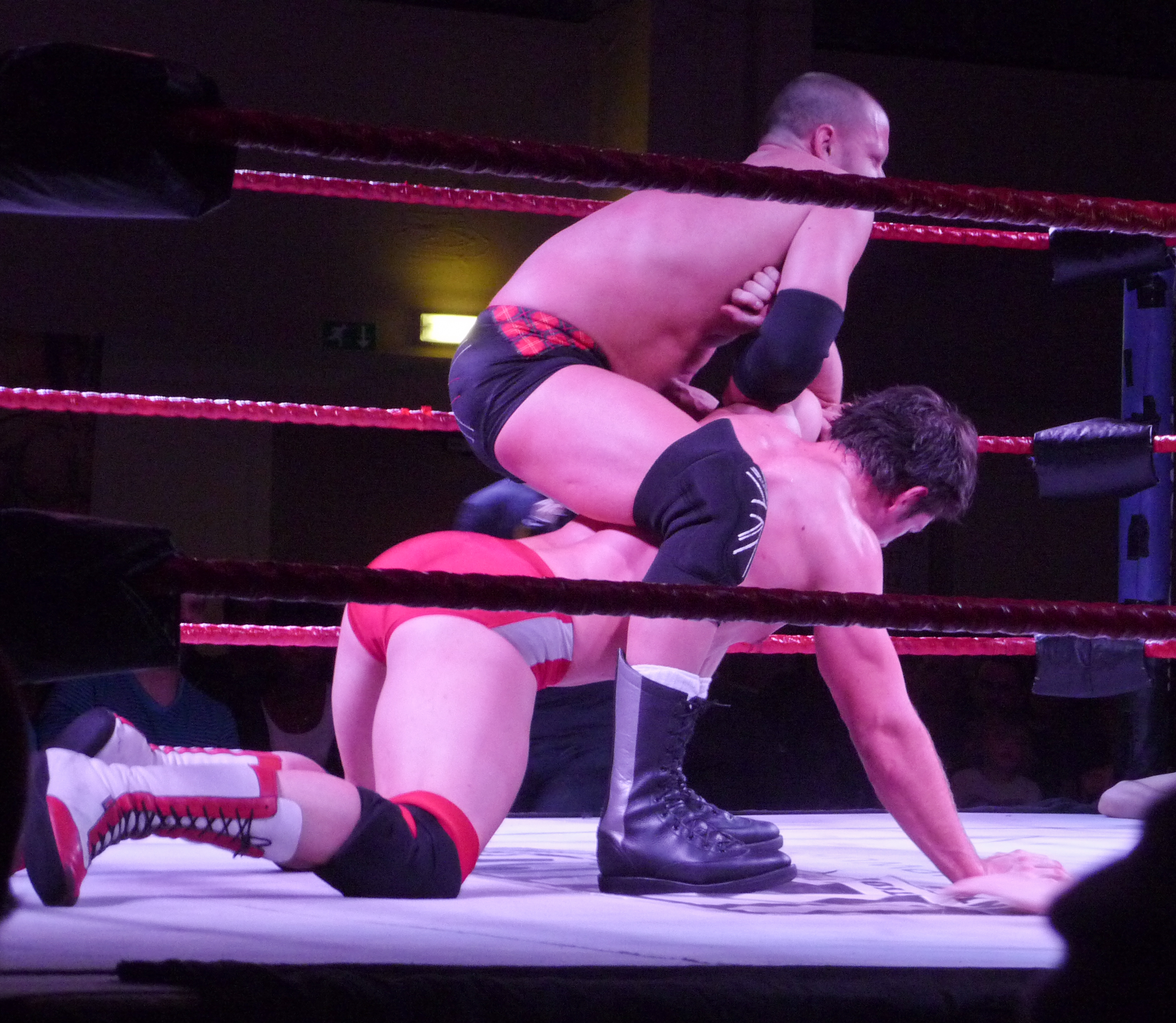
ロンドン・ダンジョン
キャメルクラッチの体勢から相手の片手を取って絞り上げる関節技。2008年1月に日本で行ったROH選手権の潮﨑豪戦で初公開し、主力フィニッシュムーブとして多用している。

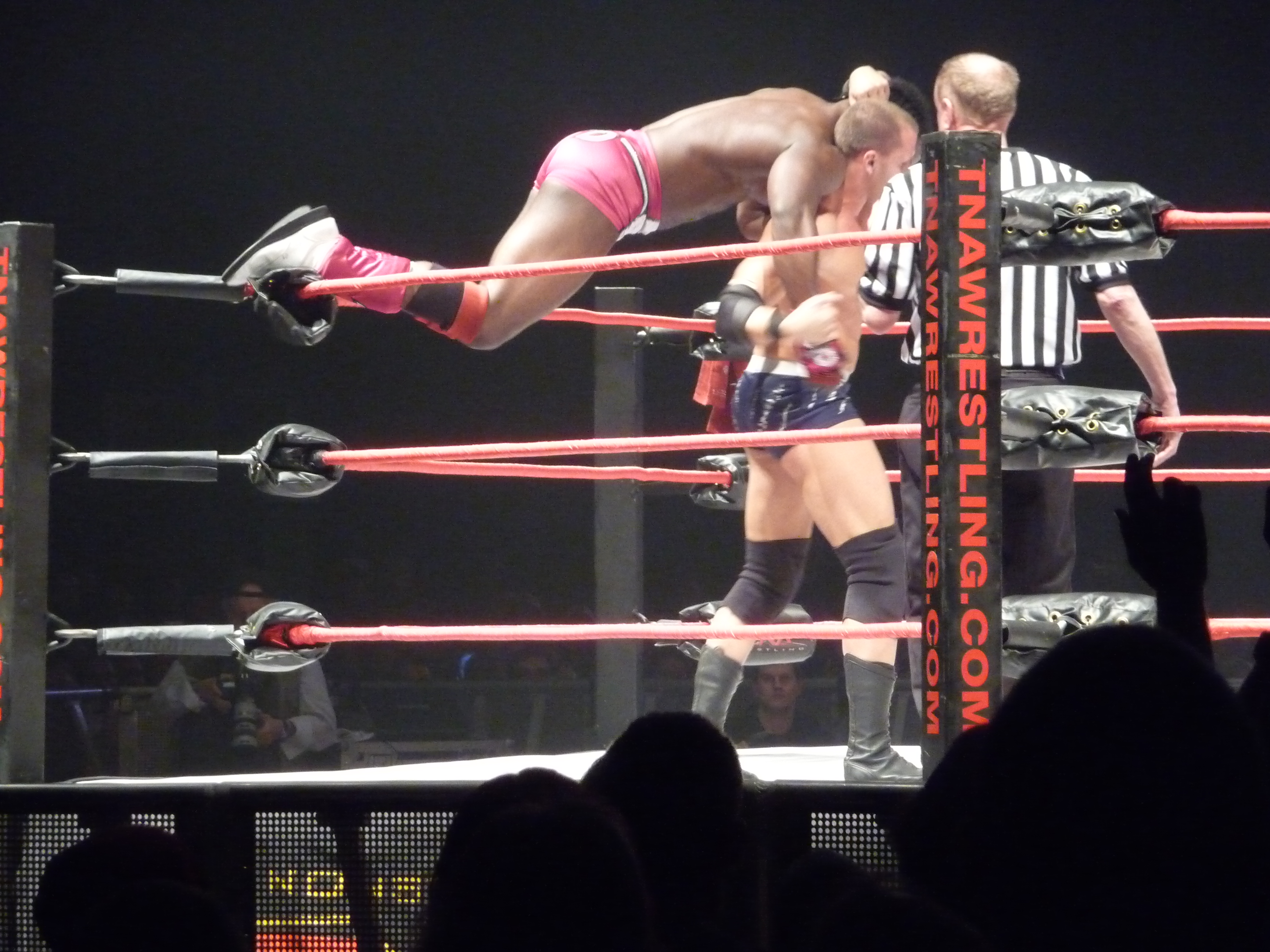
タワー・オブ・ロンドン
まず相手をコーナートップに座らせ脚だけコーナーに絡ませる。そこから相手の首辺りを抱えて相手の全身が伸びるまでリング内に引っ張りエース・クラッシャーを放つ。相手はコーナートップに脚を固定したままなので、頭から高角度にマットへ突き刺さることになる。最初に開発したフィニッシュムーブで、様々なバリエーションがある。最近は繋ぎ技として使われることが多い。元はジョニー・エースが考案し、使用していた技。
ガバナーズ・クランペット
前屈みの相手の片手をハンマーロックに捉え、空いている方の手で相手の背中を叩くと同時に、相手の正面から相手の足元に向かって滑り込むように足払いをかけるという複雑な技。相手は片手を取られたまま顔面からマットに叩きつけられるため、フェイスクラッシャーとしての意味合いが強い。
ヨーロピアン・アッパーカット
エルボー・スマッシュのこと。ダイビング式やランニング式もある。

## タイトル歴
ROH
- ROH世界王座 : 1回（第10代）
- ROHピュア王座 : 1回（第6代）

他、アメリカのインディー団体を中心にタイトルを獲得。